# Dreamland: La terra dei sogni
Pour plus de détails, voir Fiche technique et Distribution.

Dreamland: La terra dei sogni est un film italien réalisé par Sebastiano Sandro Ravagnani en 2011. Il est connu comme le pire film Italien jamais réalisé: avec un budget de 1 370 000 € il en a gagné seulement 2 400.

## Synopsis
Giacomo, un jeune garçon des Pouilles, part dans l'immédiat après-guerre pour les États-Unis d'Amérique où, après quelques années, il est connu sous le nom de « James ». Mais le jeune homme se retrouve mêlé à des gangs. À la suite d'une bagarre, il est remis sur le droit chemin par l'ancien boxeur, devenu charpentier, Frank.

## Distribution
- Franco Columbu :  Frank Graziani
- Ivano De Cristofaro :  James De Cristofaro

## Accueil du film
Les impressions sur le film ont été négatives, tant de la part des critiques cinématographiques que du public. Le critique Massimo Bertarelli, dans l'une de ses critiques, écrit : « Un jeu d'acteur à pleurer et un protagoniste, l'ivrogne Ivano De Cristofaro, qui ravit le titre de pire acteur italien de tous les temps au catastrophique Alberto Tomba (Alex le bélier) ». Certains sites Internet l'ont qualifié de « film italien le plus laid de tous les temps »,.
D'ailleurs, le long métrage a même été retiré rapidement de la plupart des salles qui l'ont projeté en raison d'une faible fréquentation. Comme l'a déclaré le réalisateur lui-même, le film a coûté 1 370 000 euros, mais n'a rapporté que 2 400 euros,. Toujours en raison de ces circonstances, et à la suite de certains reportages de l'émission italienne Le Iene, il a été annoncé que le réalisateur du film ne paierait aucun collaborateur, y compris les acteurs et les scénaristes,.